# Imagawa Yoshimoto
Imagawa Yoshimoto est un nom japonais traditionnel ; le nom de famille (ou le nom d'école), Imagawa, précède donc le prénom (ou le nom d'artiste).
Imagawa Yoshimoto (今川 義元, 1519-12 juin 1560) est un daimyō (seigneur féodal) de la province de Suruga pendant la période Sengoku de l'histoire du Japon. Basé dans la province de Suruga, il est l'un des trois daimyos qui dominent la région du Tōkaidō et l'un des principaux daimyos au Japon jusqu'à sa mort, en 1560, alors qu'il marchait vers Kyoto pour devenir shōgun. Il a été tué dans le village de Dengakuhazama à Okehazama.

## Biographie

### Jeunesse et succession
Yoshimoto naît en 1519, troisième fils de Imagawa Ujichika du clan Imagawa qui prétend descendre de l'empereur Seiwa (850-880) ; c'est une branche du clan Minamoto par le clan Ashikaga. Comme il n'est pas le fils aîné, il ne peut hériter de la position de chef de famille directement de son père. En conséquence, le jeune garçon est envoyé dans un temple où son nom est changé en Baigaku Shōhō (梅岳承芳) ou Sengaku Shōhō (栴岳承芳). Des troubles apparaissent quand son frère aîné Ujiteru meurt subitement en 1536. Son demi-frère aîné, Genkō Etan (玄広恵探), tente de s'emparer de la qualité d'héritier, mais le clan se divise en deux factions. La faction de Yoshimoto exige que, puisque la mère de Yoshimoto est l'épouse de Ujichika, il soit l'héritier légitime. La faction de Genkō Etan exige que, puisqu'il est plus âgé, il soit l'héritier légitime. La mère de Genkō Etan est une concubine et membre de la famille Kushima, mais ils sont vaincus et tués lors des troubles Hanagura (花倉の乱, Hanagura-no-ran). Baigaku Shōhō change alors son nom pour celui de Yoshimoto et prend la tête du clan.

### Campagnes
Après que Yoshimoto a réussi à devenir chef de la famille, il épouse la sœur de Takeda Shingen de la province de Kai. Cela lui permet de cimenter une alliance avec les Takeda quand il a aidé Shingen à emprisonner son père, Takeda Nobutora, en 1540. Peu de temps après, Yoshimoto entre en lutte contre les Hōjō de la province de Sagami. À partir de 1542, il commence son avancée dans la province de Mikawa dans un effort pour lutter contre l'influence croissante d'Oda Nobuhide dans cette région, mais a été vaincu dans la bataille d'Azukizaka (1542). Dans les campagnes au cours des décennies qui suivent, Yoshimoto prend le contrôle d'une vaste zone, dont les provinces de Suruga, Totomi et Mikawa.
En 1552, Takeda Yoshinobu, le fils de Shingen, épouse la fille de Yoshimoto. Yoshimoto et le clan Hōjō parviennent à un accord de paix en 1554 avec le mariage d'Ujizane, fils de Yoshimoto, avec sa nièce, la fille de Hōjō Ujiyasu, Hayakawa-dono. En 1558, Yoshimoto confie les affaires politiques du clan à Ujizane, afin de se concentrer sur la question de l'avancée vers l'ouest dans la province de Mikawa.

### Bataille d'Okehazama et décès
Pour un article plus général, voir Bataille d'Okehazama.

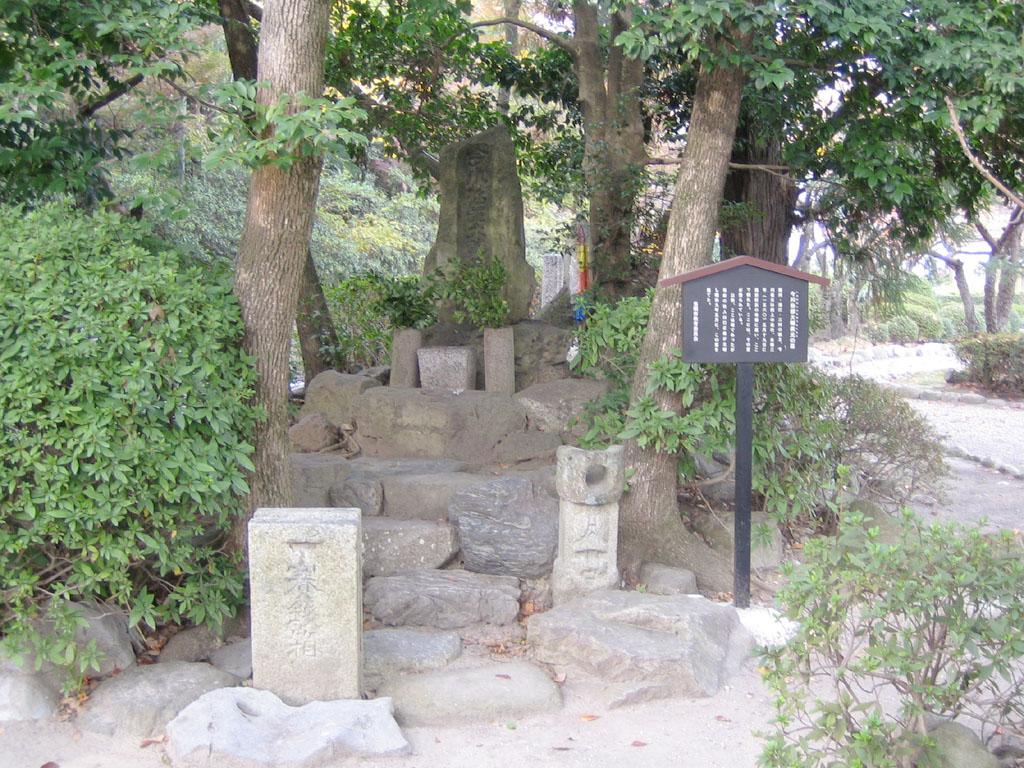
Tombe d'Imagawa Yoshimoto à Okehazama.

À l'été 1560, après la formation d'une alliance à trois avec les Takeda et les Hōjō, Yoshimoto se dirige vers la capitale avec Tokugawa Ieyasu (alors connu sous le nom de Matsudaira Motoyasu) de Mikawa dans l'avant-garde. Alors que le nombre de ses troupes se monte à 25 000 hommes, Yoshimoto annonce crânement qu'il en dispose de 40 000. Bien que cette déclaration fasse peur dans de nombreuses factions, Oda Nobunaga de la province d'Owari ne s'y laisse pas prendre. Certaines sources historiques donnent le nombre de 40 000.
Ayant remporté de nombreuses victoires, l'armée de Yoshimoto baisse la garde et célèbre sa réussite avec des chants et du saké. 
D'après Meiryō Kōhan (un recueil en 40 volumes écrit par le moine Shingon Sanada Zōyo, sur les actes et les paroles de fameux samouraïs entre les années 1596 à 1715), Yoshimoto avaient ce jour-là deux sabres extrêmement prestigieux : un sabre de Matsukura-Gō dont il avait hérité de ses ancêtres et un second sabre signé par Samonji. Tous deux sont associés à Masamune, le plus célèbre forgeron japonais, dont ils étaient les disciples. 
Une attaque surprise de l'armée d'Oda forte de 3 000 hommes pendant une violente tempête laisse l'armée de Yoshimoto dans un désordre complet. Deux samouraïs d'Oda, Mōri Shinsuke et Hattori Koheita, s'enfoncent dans la mêlée entre les deux armées et tranchent la tête de Yoshimoto à Dengakuhazama. Malgré son désespoir, il ne fut pas surpris sans ses armes et son armure, et ne tomba pas sans résister et être blessé plusieurs fois avant de recevoir le coup de grâce.
Imagawa Ujizane accède à la position de chef de famille après la mort de Yoshimoto mais le clan Imagawa perd le pouvoir. Ujizane est plus tard appelé par Tokugawa Ieyasu et devient kōke au sein de l'administration du clan Tokugawa. La nièce de Yoshimoto est dame Tsukiyama, l'épouse de Tokugawa Ieyasu.
Yoshimoto a plusieurs tombes ; son corps lui-même est enterré au Daisei-ji, un temple dans la ville de Toyokawa dans l'actuelle préfecture d'Aichi.

## Famille
- Grand-père : Imagawa Yoshitada
- Père : Imagawa Ujichika
- Mère: Jukei-ni (décédée en 1568)
- Épouse: Jōkei-in (1519-1550)
- Fils : Imagawa Ujizane
- Chotoku Ichigetsu (mort en 1625)
- Reishō-in (décédé en 1612) qui a épousé Takeda Yoshinobu

## Dans la culture populaire
Il est un des personnages de Pokémon Conquest (Pokémon et Nobunaga's Ambition in Japan), avec les Pokémon Pomdepik et Foretress pour partenaires.
Il est un personnage du light novel, manga et anime Oda Nobuna no Yabō, et comme beaucoup de personnages, tel son rival Nobunaga, Imagawa Yoshimoto est un personnage féminin.
Il est mentionné dans le light novel Yōjo Senki: Saga of Tanya the Evil, par le personnage principal qui y fait référence dans le tome 11, réfléchissant sur la stratégie à adopter lors d'un affrontement à venir.
Il est le premier boss du deuxième chapitre dans le jeu vidéo Nioh 2.